# Лесной (Чебоксары)
Лесной — микрорайон (посёлок) в Московском районе городе Чебоксары Чувашской республики Российской Федерации.   

## География
Находится в лесах вблизи Ядринского шоссе на западной окраине города, образуя одноимённую улицу — Посёлок Лесной.

## Флора и фауна
Заволжский лесной массив.  
Был обнаружен сорняк амброзия трехраздельная на участках, где зимой производилась подкормка птиц семенами подсолнечника (Дмитриев, 2013, с.52).

## Инфраструктура
В посёлке расположены:
- Дирекция заповедника «Присурский».
- Республиканский музей леса[3]
- Волжское лесничество